# 房宿四
房宿四 （天蠍座β ，縮寫 Beta Sco或β Sco）是在黃道星座天蠍座中的一個恆星系統。它的西方固有名稱是Acrab /ˈækræb/，然而國際天文學聯合會現在認定這個名字只適用於房宿四Aa（β Sco Aa）。

## 成員
使用小望遠鏡觀測，房宿四看起來是一對聯星，兩顆星相距13.5角秒，視星等均為2.50。這兩顆星分別被標示為β1 和β2 ，是位在六合星軌道層次最頂層的兩顆星。
|  |  |  |  |                  |  |                          |  | Aa                          |
|  |  |  |  |                  |  |                          |  |                             |
|  |  |  |  |                  |  |                          |  | Period = 6.82d a = 1.42 mas |
|  |  |  |  |                  |  |                          |  |                             |
|  |  |  |  |                  |  |                          |  | Ab                          |
|  |  |  |  |                  |  |                          |  |                             |
|  |  |  |  |                  |  | Period = 610y a = 0.30″  |  |                             |
|  |  |  |  |                  |  |                          |  |                             |
|  |  |  |  |                  |  | B                        |  |                             |
|  |  |  |  |                  |  |                          |  |                             |
|  |  |  |  | 13.5″ separation |  |                          |  |                             |
|  |  |  |  |                  |  |                          |  |                             |
|  |  |  |  |                  |  | C                        |  |                             |
|  |  |  |  |                  |  |                          |  |                             |
|  |  |  |  |                  |  | Period = 39y a = 0.1328″ |  |                             |
|  |  |  |  |                  |  |                          |  |                             |
|  |  |  |  |                  |  |                          |  | Ea                          |
|  |  |  |  |                  |  |                          |  |                             |
|  |  |  |  |                  |  |                          |  | Period = 10.7d              |
|  |  |  |  |                  |  |                          |  |                             |
|  |  |  |  |                  |  |                          |  | Eb                          |
|  |  |  |  |                  |  |                          |  |                             |

房宿四（天蠍座β）系統中的軌道層次。
房宿四1 是兩對星中較明亮的，它由兩個子成員組成，分別稱為房宿四A（β Sca A）和房宿四B（β Sco B），A與B相距3角秒，軌道週期為610年。房宿四A本身是光譜聯星，分別稱為房宿四Aa（β Sca Aa，Acrab）和房宿四Ab（β Sca Ab）。這兩顆星的角距離為1.42毫角秒，軌道週期6.82天。
房宿四2 也有兩個子成員，標示為房宿四C（β Sco C）和房宿四E（β Sco E），兩顆星的角距離為0.1328角秒，軌道週期39年。房宿四E又是光譜聯星，兩顆星分別標示為房宿四Ea（β Sco Ea）和房宿四Eb（β Sco Eb），軌道週期為10.7天。
房宿四D是不相關的一顆七等星，HD 144273，角距離520角秒。有些人會將房宿四Aa稱為房宿四D 。
房宿四B有一顆存在的伴侶房宿四G，它被提出來以解釋系統中缺少的質量，但沒有證據能進一步支持它的存在。房宿四F是房宿四E理論上的伴侶。

## 名稱
房宿四（拉丁文是Beta Scorpii）在拜耳命名法的名稱是天蠍座β，它有兩個成員分別是天蠍座β¹和天蠍座β²。子成員的名稱依據華盛頓多重星目錄（WMC，Washington Multiplicity Catalog）的多星系統採用的慣例，由國際天文學聯合會指定為房宿四A、Aa、Ab、B、C、E、Ea和Eb。
房宿四的傳統名稱全都源自阿拉伯的名稱（阿拉伯语：‎）al-'Aqrab '，有Acrab、Akrab或Elacrab；在天蠍座整個星座中, 房宿四也曾稱為格拉菲亞斯（Graffias， /ˈɡræfiəs/），意思為"爪子", 在義大利文與西咸一（天蠍座ξ）分享名字。
在2016年，國際天文學聯合會組織的IAU恆星名稱工作組（WGSN），對恆星的名稱進行編目和標準化。WGSN決定將正確的名稱賦予個別的恆星，而不是整個多星系統。它於2016年8月21日將Acrab給予房宿四Aa，並且列入國際天文學聯合會已經核定的恆星名單中 。
在中國，房宿的意思是房間，包括天蠍座β1、β2、天蠍座π、天蠍座ρ和天蠍座δ。 因此，中國星名將天蠍座β1和β2都稱為房宿四，意思是"房宿的第四顆星"。

### 同名
美國格拉菲亞斯號(AF-29)是以這顆恆星命名的一艘美國海軍艦艇。

## 性質

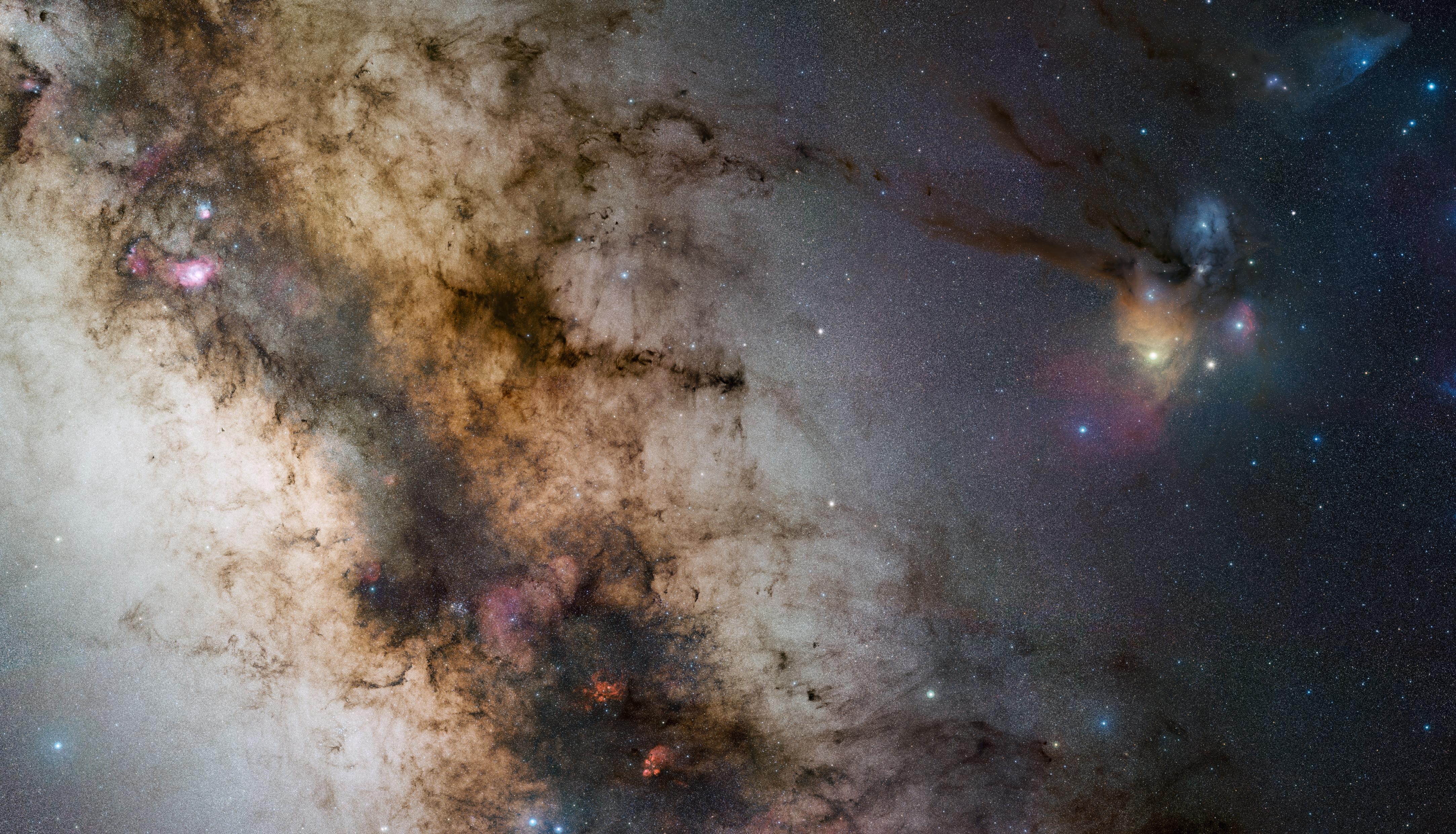
天蠍座和銀河的影像。房宿四在右上角。

房宿四是天蠍-半人馬星協的上天蠍子群的一個動力學成員。這是一組數千顆，平均年齡1,100萬年的年輕恆星集團，距離地球約470光年（145秒差距）。分析房宿四1中的一顆恆星得出演化年齡在900萬至1,200萬年之間，但對房宿四整個系統的分析顯示，年齡大約在600萬年。
房宿四A的兩個成員是系統中質量最大的，質量分別是15 M☉ 和10 M☉。組合的光譜行為B1V，個別的光譜類型無法明確地測量，估計為B0.5和B1.5。房宿四Aa正要離開零齡主序帶，其亮度等級估計是次巨星（IV）和矮星（V）之間的中間值。房宿四Ab具有主序帶的亮度等級，溫度為26,400K，亮度是7,900 L☉。
房宿四B比房宿四A整體暗了20倍，也沒有明確的測出光譜類型。估計它的質量約為8 M☉ 。
房宿四C的光譜類型為B2V，質量是8 M☉。它的表面有效溫度為24,000K，半徑是2.9 R☉，總光度是3,200 L☉。
房宿四E的溫度是13,000K，半徑是2.4 R☉，光度是。它是顆具有高豐度錳和鉭的特殊恆星。它可能是汞-錳星，但其它金屬的豐度卻出乎意料的低。
房宿四距離黃道1.01度，所以會被月球和行星（後者很罕見）掩蔽。在1906年12月9日曾被金星掩蔽。最近的一次是在1971年5月13日被木星掩蔽。

## 在大眾文化
房宿四出現在巴西國旗上，代表著馬拉尼昂州 。